# Стоян Сукарев
Стоян Дончев Сукарев е български писател, краевед, журналист и културен деец, носител на наградата „Пловдив“.

## Биография
Роден в село Брезово на 20 август 1953 г. От малък показва любознателност и висок успех. Завършва СПТУ по фина механика в областния център град Пловдив. След отбиване на военната си служба, от есента на 1973 г. учи българска филология в първия випуск на специалността в новооткрития Пловдивски университет. Като студент пише и публикува първите си разкази. Дипломира се през 1977 г., защитавайки с отличие дипломна работа за творчеството на Гео Милев. Установява се в Пловдив. През 1979 г. е удостоен с първа награда на националния литературен конкурс „Цветан Зангов“ за новелата „Селото“.
В продължение на почти 40-годишната си трудова кариера сменя различни професии. Започва в сферата на образованието като учител и по-късно училищен инспектор, след това журналист, служител в общинската администрация, книгоиздател, връзки с обществеността в Международен панаир Пловдив и др.
Умира от бързо прогресиращо злокачествено заболяване през 2015 г.

## Творчество
Първата му самостоятелна книга – сборник с разкази „Мъка по лъв“, е публикувана през 1985 г. от Държавно издателство „Христо Г. Данов“.
През 1990 г. излиза романът му „Червеният амарант“, удостоен с наградата „Пловдив“.
През 1992 г. е отпечатана „Книга за Брезово“, краеведческо изследване, посрещнато с голям успех от заинтересованите читатели, с признат в България и чужбина научен принос.
През 90-те години писателят насочва вниманието си към детската аудитория – съставя и редактира петтомен сборник с български народни приказки, написва и детска книга за балканския юнак Крали Марко, издадени от Издателска къща „Хермес“.
Различни затруднения от личен характер откъсват автора от литературните му интереси през новото хилядолетие. Той пише все по-рядко и не издава нищо до края на живота си. Последният му роман „Великана и Савската царица“ остава недовършен.
Към творческото му наследство трябва да се прибавят десетки разкази, отпечатвани в различни литературни и информационни издания, както и множество статии, посветени на проблеми на културния живот в Пловдив.